# 呂伊河
呂伊河（法語：Luy，法語發音：[lɥi]）是法國的河流，位於該國西南部阿基坦，由法兰西吕伊河与贝阿恩吕伊河汇流而成，屬於阿杜爾河的左支流，河道全長155公里，流域面積1,150平方公里，河口處在達克斯。

## 外部連結
- http://www.geoportail.fr（页面存档备份，存于）
- Sandre数据库中的呂伊河（页面存档备份，存于）